# Love Wars
Love Wars는 일본의 여성 아이돌 유닛 Queen & Elizabeth (후술)의 노래이다. 2010년 3월 31일에 싱글로 발매되었다.

## Queen & Elizabeth
Queen & Elizabeth는 일본의 아이돌 그룹 AKB48 멤버 2명이 특수 촬영 TV 드라마 가면라이더 W의 주제가에 의해 결성한 여성 아이돌 그룹이다.